# Pylaisia coreensis
Pylaisia coreensis là một loài Rêu trong họ Hypnaceae. Loài này được (Cardot) Toyama miêu tả khoa học đầu tiên năm 1938.